# Geranomyia innoxia
Geranomyia innoxia är en tvåvingeart som först beskrevs av Alexander 1968.  Geranomyia innoxia ingår i släktet Geranomyia och familjen småharkrankar. Inga underarter finns listade i Catalogue of Life.